# Phipps Conservatory and Botanical Gardens
Koordinaten: 40° 26′ 20,2″ N, 79° 56′ 51,7″ W
Phipps Conservatory and Botanical Gardens ist ein Botanischer Garten im Schenley Park (Pittsburgh, Pennsylvania), der 1893 von Henry Phipps, Jr. (1839–1930) gegründet wurde.
Im Oktober 2003 wurde das Phipps Conservatory erweitert. In einer ersten Phase wurde 2005 ein "Welcome Center" hinzugefügt. Ein Tropenhaus wurde 2006 hinzugefügt.

## Bildergalerie

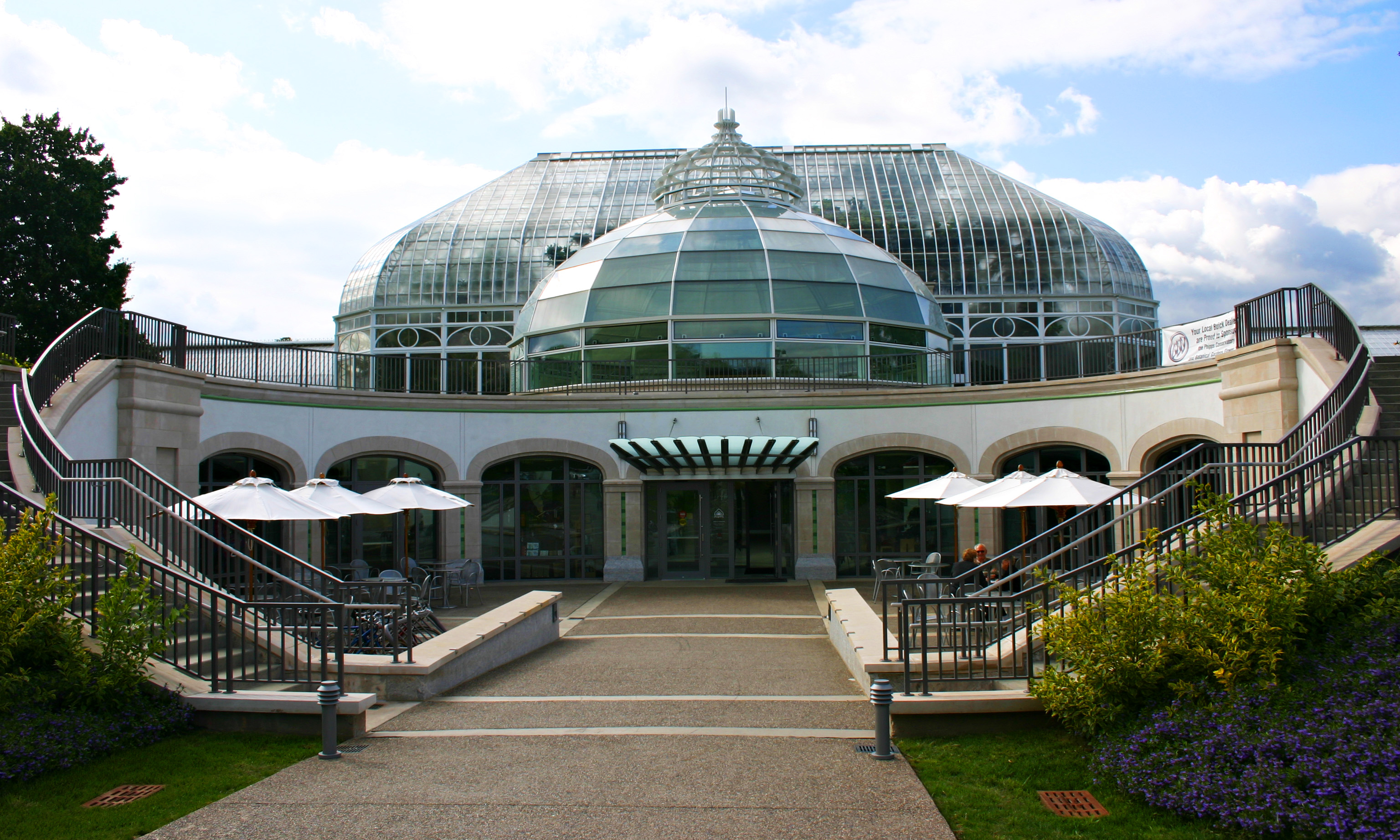
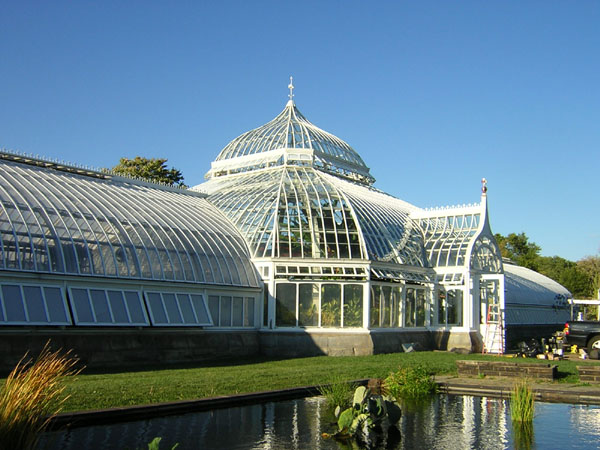
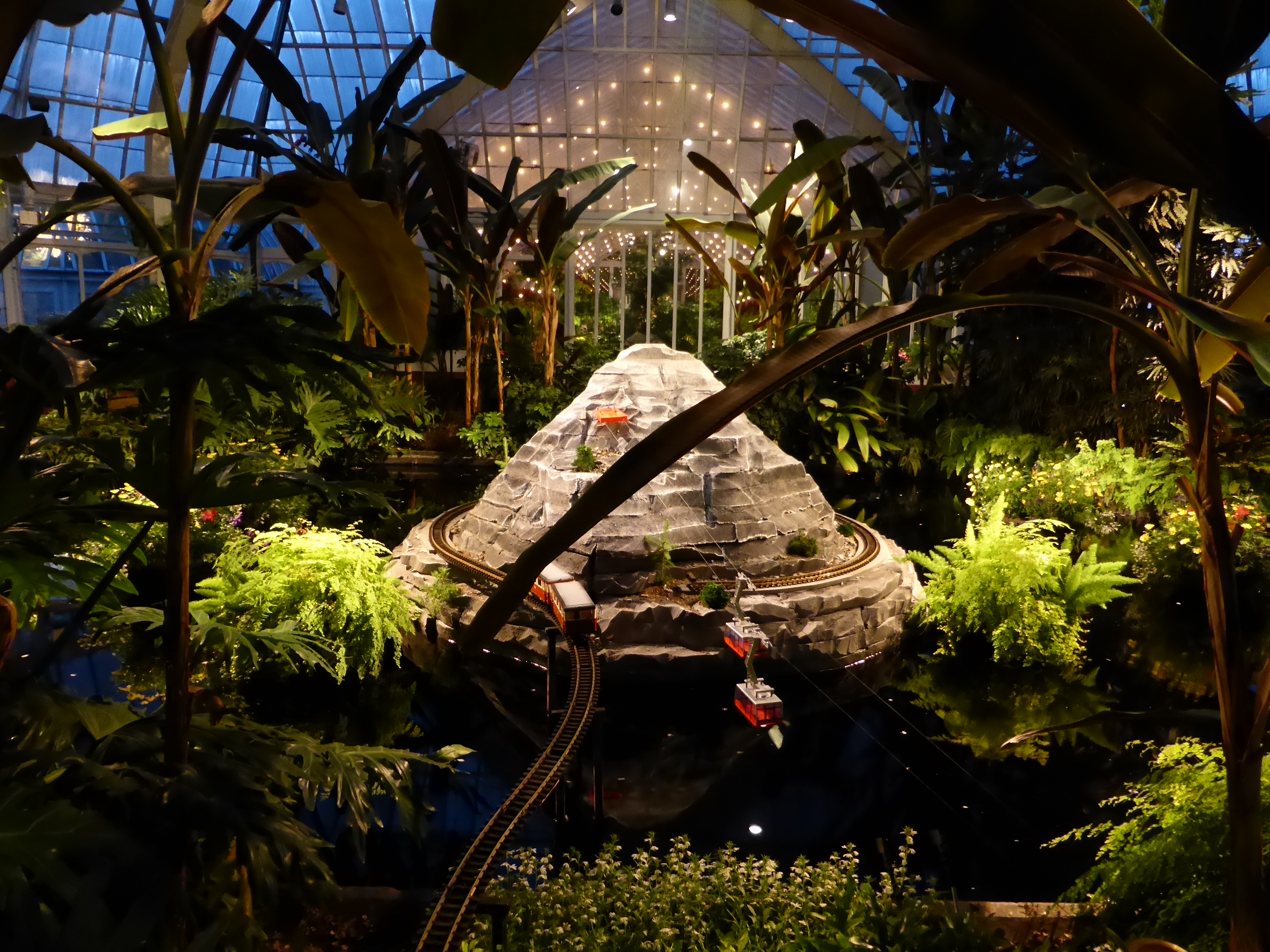
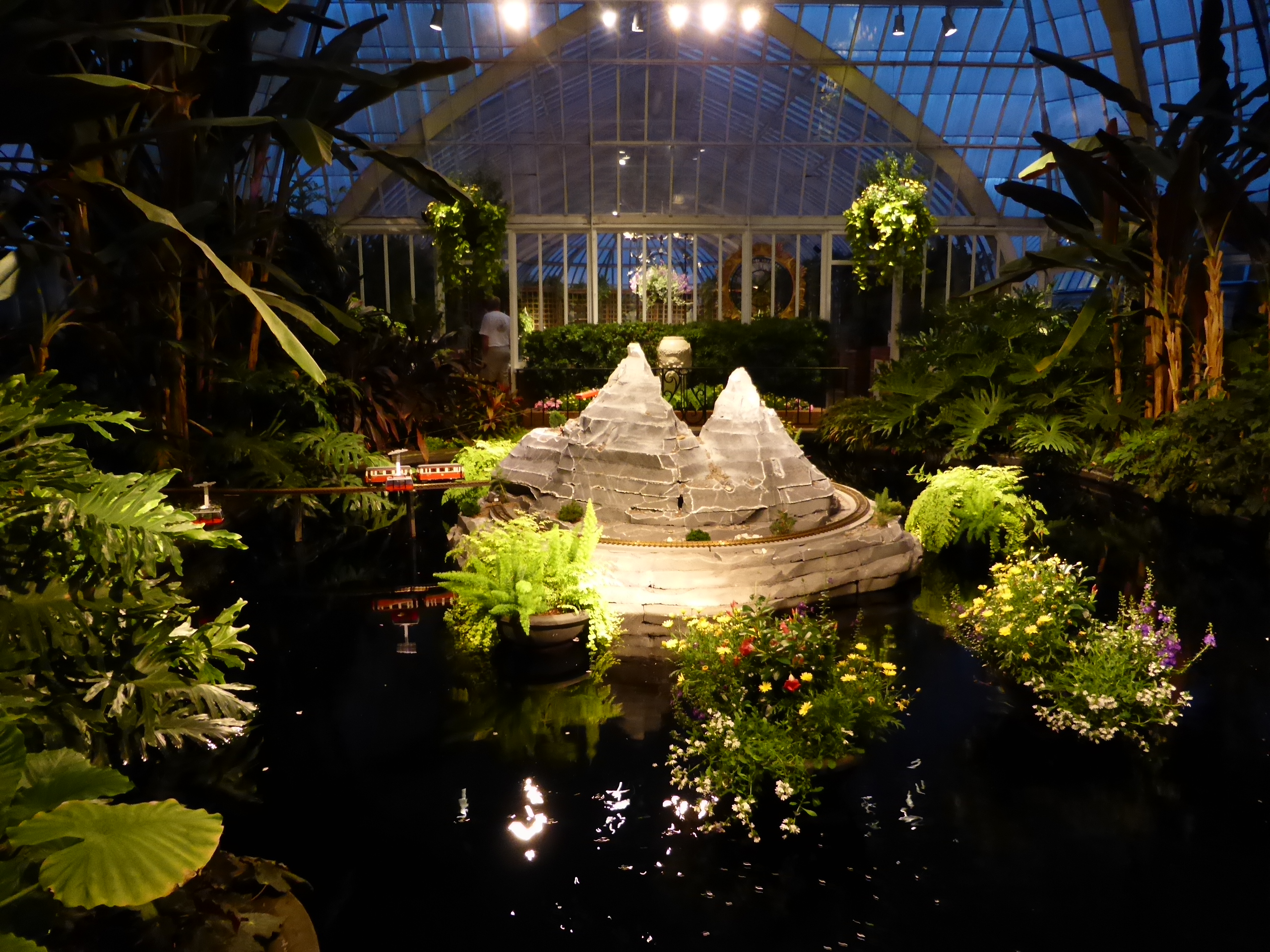
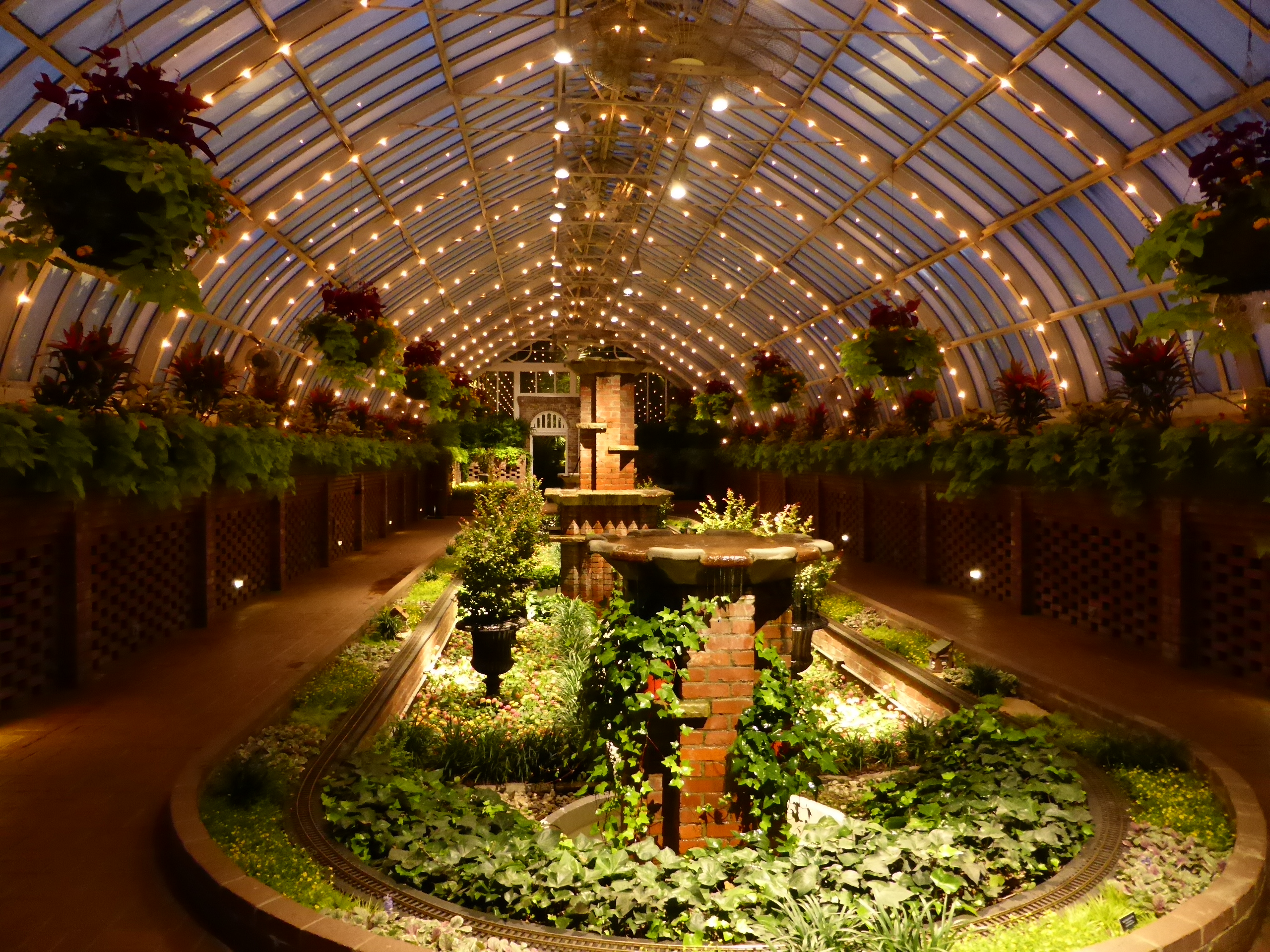
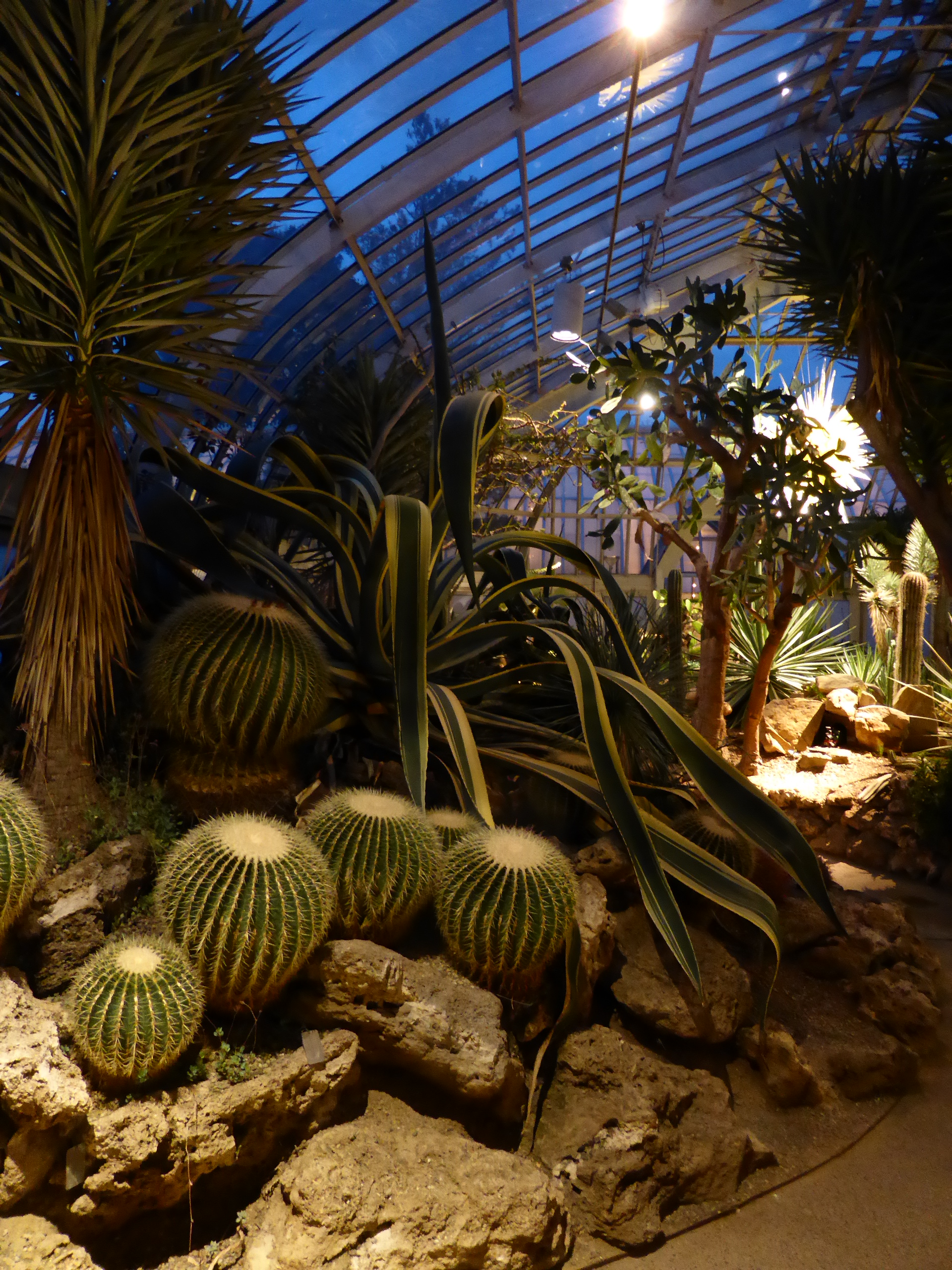